# Kálfsvísa

La Kálfsvísa (« Vísa de Kálfr », Kálfr étant peut-être le nom de son auteur) ou Alsvinnsmál, selon les manuscrits, est un poème partiellement préservé dans le Skáldskaparmál de Snorri Sturluson.
Ses trois strophes et demie en fornyrðislag consistent principalement en une liste de noms de chevaux et de leurs propriétaires, qui sont des dieux ou des héros nordiques (par exemple Blóðughófi et le « meurtrier de Beli », c'est-à-dire Freyr, ou Grani et Sigurðr). La Kálfsvísa évoque aussi la bataille qui opposa les rois Áli et Aðils sur la glace du lac Vänern.